# École nationale supérieure des mines d'Albi-Carmaux
Pour les articles homonymes, voir IMT.
IMT Mines Albi, aussi connue sous le nom d'usage d'école des mines d’Albi-Carmaux, est l'une des 204 écoles d'ingénieurs françaises accréditées au 1er septembre 2020 à délivrer un diplôme d'ingénieur généraliste.
Créée en 1993, placée sous la tutelle du ministère chargé de l’industrie, c'est la plus jeune des sept écoles des Mines. IMT Mines Albi est fidèle au modèle Mines, combinant en un même lieu formation de haut niveau, recherche scientifique et innovations technologiques.
D'autre part, IMT Mines Albi est particulièrement active en matière de transition énergétique et écologique au travers de l'ensemble de ses activités :
- Recherche (expertise mondiale sur la valorisation des bio-déchets[5], projet Ecotrain de navette autonome électrique pour les lignes ferroviaires secondaires[6], laboratoire commun sur la récupération de chaleur des fumées industrielles[7]) ;
- Formation (ingénieur options énergies renouvelables et bâtiment à énergie positive, mastère spécialisé en ingénierie de l'économie circulaire[8], campus hydrogène[9]) ;
- Vie étudiante (création d'une épicerie solidaire locale et zéro-déchet sur le campus[10], conception d'un prototype de véhicule à hydrogène[11], expédition scientifique à la voile en Antarctique pour la collecte de données sur le réchauffement climatique[12]).

Elle est également l'une des écoles d'ingénieurs qui présente la plus grande diversité au sein de ses étudiants : 37 % de femmes, 32 % de boursiers, 19 % d'alternants et 16 % d'étudiants internationaux.

## Histoire
L’école nationale supérieure des Mines d’Albi-Carmaux est créée en 1993 sous le nom officiel d’École nationale supérieure des techniques industrielles et des mines, dans le cadre d'une reconversion industrielle du bassin minier. En conservant le terme de mines dans sa dénomination, l’école rend ainsi hommage à la longue tradition des mines de charbon d’Albi-Carmaux. De surcroit, la dénomination officielle - d'école nationale supérieure des techniques industrielles et des mines - relie dès lors symboliquement cette nouvelle école des mines à l'ensemble préexistant des trois écoles des mines d'Alès, de Douai et de Nantes. L’école est le symbole d’une nouvelle ère pour le département du Tarn, en respectant son passé et en implantant ses laboratoires et son établissement d’enseignement au cœur d’un territoire fort d’une histoire riche.
En mars 2012, l'École devient un établissement public à caractère administratif rattaché à l'Institut Mines-Télécom et en 2017, elle en devient une école interne. Pour célébrer cet évènement, un logo créé par un groupe d'artistes cubistes pour l'Institut Mines-Télécom a été adopté afin de démontrer les ambitions grandissantes de l’École.
En 30 ans, elle a ainsi diplômé 5 000 ingénieurs, formé plus de 490 docteurs, et créé plus de 39 entreprises via son incubateur. Elle compte plus de 1 500 entreprises partenaires au sein du monde industriel.

### Identité visuelle

Logo de 1993 à 2012.
Logo de 2012 à 2017.
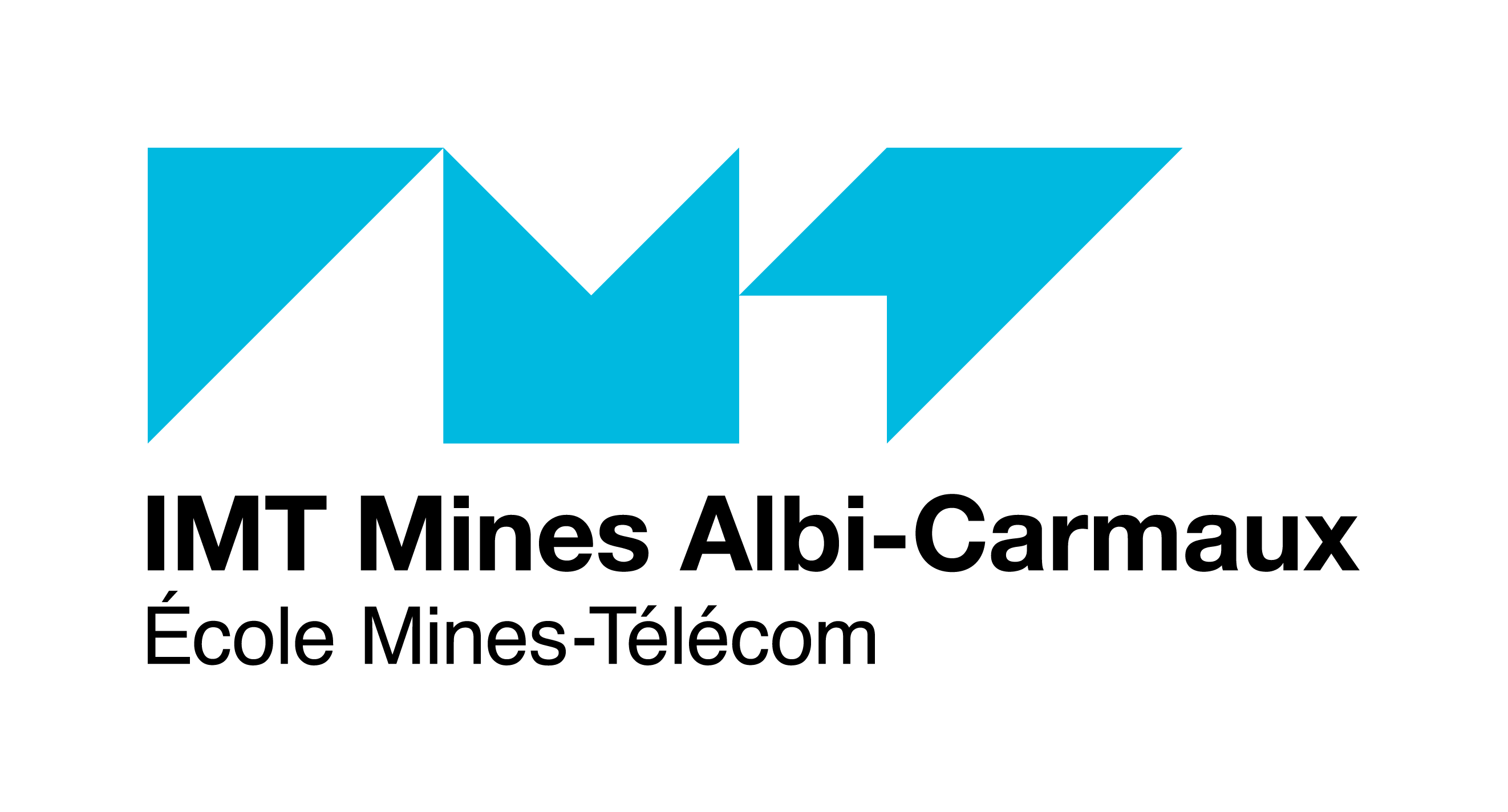
Logo depuis le 17 mars 2017.

## Enseignement
L’école des Mines d’Albi propose trois voies d’accès : un enseignement en formation initiale sous statut d'étudiant, en alternance et en formation continue. Ces trois voies d'accès permettent d'obtenir le même diplôme d'ingénieur généraliste, y compris pour la filière en alternance.
La formation du cursus ingénieur se déroule sur trois années. Elle est tournée vers les besoins des entreprises avec 1/3 du temps passé en immersion professionnelle par les élèves sous statut étudiant et 2/3 du temps sous statut d'alternant.

### Sous statut étudiant
Sous statut étudiant, la première année constitue un tronc commun consacré au socle scientifique et technique. Dès la deuxième année, les étudiants se spécialisent en choisissant parmi 11 filières regroupées en 4 options :
- Énergies renouvelables, Production et Construction durables :
  - Bâtiments et villes durables
  - Conversion, distribution et production propre
  - Énergie et transition numérique
- Procédés et processus pharmaceutiques, agroalimentaires et cosmétiques :
  - Métiers de la production
  - Métiers de la R&D
- Matériaux et procédés avancés pour les transports de demain :
  - Comportement et mise en œuvre des matériaux métalliques
  - Mise en œuvre et caractérisation des matériaux composites
  - Modélisation et simulation mécanique pour la résolution de problèmes techniques
  - Instrumentation et analyse avancée de données
- Génie industriel, processus et systèmes d’information :
  - Génie des systèmes d’information
  - Génie industriel

En plus de ces spécialités proposées sur le campus d'IMT Mines Albi, les étudiants ont la possibilité de suivre l'option de l'une des 13 écoles de l'Institut Mines-Télécom en y effectuant leur 3e année de cursus ingénieur.

### Sous statut alternant
Sous statut d'alternant, le choix de la spécialisation se fait dès la première année en accord avec l'entreprise d'accueil parmi 3 des 4 options disponibles au statut étudiant :
- Énergies renouvelables, Production et Construction durables
- Procédés et processus pharmaceutiques, agroalimentaires et cosmétiques
- Matériaux et procédés avancés pour les transports de demain

### Doubles diplômes
L'IMT Mines Albi a noué 34 partenariats de doubles diplômes qui permettent aux étudiants d'être diplômés des deux établissements, souvent en n'effectuant qu'une seule année supplémentaire d'études. Parmi ces universités partenaires, on compte par exemple : Georgia Tech aux USA, Polytechnique Montréal et McGill University au Canada, Cranfield University et Imperial College London au Royaume-Uni, Ecole polytechnique de Tunisie, Mines Rabat au Maroc ou encore Trinity College en Irlande.
Il existe également des accords avec des établissements français centrés sur l'acquisition d'une double compétence :
- pharmacien - ingénieur, pour se spécialiser en management de la production ou du développement dans l'industrie pharmaceutique, après une 5e année filière industrie de faculté de pharmacie[22]
- manager - ingénieur ou ingénieur - manager, pour s'orienter vers des fonctions de management dans des secteurs à fort contenu technologique, en collaboration avec IMT Business School[22]

### Ouverture internationale
L'ouverture internationale est aussi au cœur du cursus ingénieur de l'IMT Mines Albi, ce qui mène 20 % des diplômés de l'école à commencer leur carrière à l'étranger.
Durant la formation, cette orientation se traduit par l'obligation de maîtriser 2 langues vivantes et la possibilité d'en étudier une 3e en option. En complément, l'aptitude interculturelle est aussi développée concrètement par l'exigence de la réalisation d'un séjour à l'étranger pour obtenir le diplôme, quel que soit le statut choisi pour suivre le cursus,. Ce séjour international peut prendre plusieurs formes : un échange académique d'au moins 6 mois parmi 135 universités partenaires, un double-diplôme ou une expérience professionnelle d'au moins 20 semaines en expatriation.

### Masters et Mastères Spécialisés
En complément du cursus ingénieur, IMT Mines Albi propose également des formations qui permettent de se spécialiser sur les expertises de ses centres de recherche :
- Master MILES : Management of International Lean and Supply chain projects (enseigné en anglais)
- Mastère Spécialisé AMPAS : Advanced Manufacturing Processes for Aeronautical and Space Structures, en double-diplôme avec ISAE-SUPAERO (enseigné en anglais)[25]
- Mastère Spécialisé BE+ : Bâtiment à énergie positive (enseigné en français)
- Mastère Spécialisé PRINEC : Procédés et Ressources pour l'Ingénierie de l'Économie circulaire, en double-diplôme avec IMT Mines Alès et conçu avec l'éco-organisme Valdelia (enseigné en français)[8]

Par ailleurs, IMT Mines Albi soutient la formation des demandeurs d'emploi et l'accès des jeunes diplômés à ces formations spécialisées en menant une politique d'aides financières.

## Pôle de recherche et innovation

### Les centres de recherche
Ce sont des lieux où s’effectue la recherche scientifique et technologique. Ils sont dirigés par un directeur de centre, assisté d’une équipe d’enseignants-chercheurs, de post-doctorants, de doctorants, d’ingénieurs, de techniciens et d’administratifs.
L'École en compte trois :
- RAPSODEE UMR CNRS 5302 : Centre de Recherche d’Albi en génie des procédés des solides divisés, de l’énergie et de l’environnement;
- ICA Albi : Institut Clément Ader Albi (UMR CNRS no 5312)[27] ;
- le Centre Génie Industriel qui est spécialisé sur les thématiques du Génie Industriel et de l'Intelligence Artificielle[28]. Par exemple, depuis 2016, il mène des travaux de recherche sur la thématique de la Supply chain agile en collaboration avec le laboratoire Pierre Fabre[29] et l'université américaine Georgia Tech[30].

Ils sont engagés dans une démarche de science ouverte qui est citée en exemple par le CNRS : 92% de leurs publications scientifiques sont en libre accès en 2022 (contre 64% en France dans les sciences de l'ingénieur).
En plus de son activité de recherche fondamentale et appliquée, l'IMT Mines Albi est reconnue pour l'excellence de sa recherche partenariale (classée 1re ex æquo en France en 2023 sur cette thématique et labellisée Institut Carnot), qui est menée en collaboration avec les entreprises au sein de 14 chaires industrielles et laboratoires communs de recherche.
En 2022, l'activité de recherche a généré 6,6 millions d'euros de contrats de recherche et 159 publications scientifiques, dont 120 de rang A.

### Les plateformes d’innovation
4 plateformes de recherche et d’innovation unissant IMT Mines Albi et les collectivités territoriales ont été créées pour favoriser le développement des industries de la région Occitanie.
La plateforme GALA en Galénique Avancée est implantée depuis 2012 sur le site de Castres-Mazamet. Ce pôle mène des travaux au service des industries pharmaceutiques et cosmétiques.
Le pôle de Mise en œuvre de Matériaux Aéronautiques et Surveillance Active (MIMAUSA) situé sur la technopole d’Albi vise à soutenir l’innovation dans le domaine des matériaux et des procédés dans les secteurs de l’aéronautique et du spatial. Tests de nouveaux procédés et pièces en matériaux métalliques ou composites, équipements et dispositifs optiques sont au centre de son attention.
Le centre de Valorisation Thermique des Résidus de Transformation des Agro-ressources (VALTHERA) est inauguré en janvier 2017. Il permet de développer des procédés thermiques innovants pour la valorisation des résidus agroforestiers et agroalimentaires.
Située dans les locaux d'IMT Mines Albi, IOMEGA est une plateforme de recherche et de démonstration spécialisée dans le développement d'outils d'Aide à la décision en environnement complexe et/ou fortement collaboratif.

## Entrepreneuriat
- l'accompagnement d'étudiants-entrepreneurs
- l'organisation de concours entrepreneuriaux tels qu'Up To Start by IMT
- un incubateur technologique

Les étudiants-entrepreneurs développent leur projet entrepreneurial en parallèle de leurs études avec le soutien de l'École. Ils étaient 120 étudiants-entrepreneurs en 2023 à IMT Mines Albi.
Par ailleurs, le réseau des anciens élèves de l’école (Mines Albi Alumni) est aussi très actif dans ce domaine.

### L’incubateur technologique
Créé en 1997, l’incubateur d'entreprises de l’IMT Mines Albi accompagne la création d'entreprises technologiques innovantes avec son équipe de 8 personnes. Il s'agit du seul incubateur de l'ancienne région Midi-Pyrénées en dehors de la métropole toulousaine et il fait partie du réseau We Tech Up qui est le premier réseau public d'incubateurs deeptech en France.
- matériaux et procédés pour l'aéronautique et le spatial ;
- poudres, santé et nutrition ;
- énergies renouvelables, biomasse et éco-activités ;
- cinétique des organisations.

Grâce à un accompagnement complet couvrant les domaines entrepreneuriaux, techniques et scientifiques avec l'appui des centres de recherche, les entreprises créées avec son soutien ont un taux de survie à trois ans de 100 %.
En 2018, l'incubateur avait accompagné un total de 39 projets. Quatre ans plus tard, il continue sa montée en puissance avec 10 projets en cours d'incubation et 7 prix remportés,.
Parmi les entreprises qui sont passées par l'incubateur, quatre ont reçu le statut Deep Tech (Hopper, 3DmetDie, Notrelec, Ash'Up) et deux figurent au sein du classement de Bpifrance des 300 entreprises qui vont changer la planète (Hycco et Cobratex).

## Campus et vie étudiante

### Campus
Le campus Jarlard est un campus arboré de 22 ha, traversé par un ruisseau, sur la commune d'Albi qui rassemble les lieux de vie d'IMT Mines Albi :
- les salles d'enseignements ;
- les centres de recherche ;
- un bâtiment dédié à l'entrepreneuriat ;
- des résidences universitaires, dont une résidence passive sur le plan énergétique ;
- un centre de documentation ;
- un foyer étudiant géré par le BDE et équipé d'un bar et d'une piste de danse ;
- de nombreuses infrastructures sportives : des terrains de rugby et de football, un court de tennis, une salle multisports et une salle de musculation.

### Les clubs et associations
Il existe plusieurs associations au sein de l'école, l'association centrale étant le BDE (Bureau des Élèves). On trouve également :
- le BDA (Bureau des Arts) ;
- le BDS (Bureau des Sports) ;
- Junior IMT Mines Albi, Junior Entreprise;
- I2D (Ingénieur pour un Développement Durable);
- le Forum Entreprises IMT Mines Albi[44].
- T H E R E S E
- Gala IMT Mines Albi
- Les savanturiers
- Le challenge du Mineur

La plupart de ces associations sont subdivisées en plusieurs clubs, avec par exemple le SEMAC (Shell Eco Marathon Albi Club) pour le BDE, le Club Théâtre pour le BDA, R'escapade (également appelé Club Montagne), 4L Dorados (Aide à la participation au 4L Trophy) pour le BDS. Ces associations et clubs sont intégralement gérés par les élèves. L'école participe en allouant chaque année un montant destiné aux associations afin de permettre cette vie associative.
À noter la présence d'une responsable des activités extra-scolaires dont le rôle est d'aider les élèves à gérer leurs associations et clubs, et à servir de lien entre les élèves et la direction des études.

## Personnalités liées

### Directeurs
- 1992 - 1998 : Christian Desmoulins, ingénieur des Ponts et Chaussées
- 1999 - 2002 : Alain Dorison, ingénieur général des Mines
- février 2003 - 6 février 2012 : Bruno Verlon[46], ingénieur général des Mines
- 1er mai 2012 - 30 avril 2017 : Alain-Louis Schmitt[46]
- 1er mai 2017 - 30 avril 2021 : Narendra Jussien[47]
- 30 avril 2021 - 1er décembre 2021 : Audrey Loridan-Baudrier (par intérim)[48]
- Depuis le 1er décembre 2021 : Lionel Luquin[2]

### Présidents du Conseil d'École
L’école des Mines d’Albi est administrée par un conseil d’école de 25 membres. Ce conseil d'école, et avant lui le conseil d'administration, a été successivement présidé par :
- 1993 - 1994 : Jacques Halfon, polytechnicien et ingénieur en chef des Mines
- 1996 à 2000 : Yannick d'Escatha, polytechnicien et ingénieur du Corps des Mines
- 2000 à 2003 : Guy Paillotin, polytechnicien et ingénieur du Corps des Mines
- 2003 à 2012 : Jean-Yves Gilet, polytechnicien et ingénieur du corps des Mines, directeur du Fonds stratégique d'investissement
- 2012 à 2021 : Dominique Poiroux, polytechnicien et diplômé de Mines Paris - PSL, président de Healthynvest et ancien vice-président Europe de l’Ouest de Nutricia (Danone Nutrition Médicale)[1]
- Depuis 2021 : Florence Fouquet, diplômée de Mines Paris - PSL, Directrice Grand Public d'ENGIE[1]